# Gassenhausen
Gassenhausen ist eine im 14. Jahrhundert wüst gefallene Dorfsiedlung südöstlich von Niedenstein im nordhessischen Schwalm-Eder-Kreis.

## Lage
Die Wüstung liegt etwa 1,7 km südöstlich der Kernstadt von Niedenstein auf 266 m über NHN in der Feldflur der Gemarkungen von Niedenstein und Metze am Südufer eines von Niedenstein im Nordwesten herankommenden Bachs (GKZ 428924-14), der dann nördlich von Metze in die Matzoff (GKZ 428924) mündet. Der Flurname „Goddenhausen“ erinnert an das verschwundene Dorf. Um die einstige Dorfsiedlung herum liegen die Kernstadt von Niedenstein im Nordwesten und die Niedensteiner Stadtteile Ermetheis im Nordosten jenseits eines Waldgebiets (dem „Goddenbusch“), Metze im Südosten und Wichdorf im Westnordwesten. 
Die Landesstraße 3220 von Metze im Südosten nach Wichdorf im Nordwesten verläuft südlich vorbei, und die von der L 3220 abzweigende Kreisstraße 88 führt unweit östlich in Süd-Nord-Richtung vorbei nach Ermetheis.

## Geschichte
Nur wenig ist zur Geschichte der Siedlung bekannt. Keramikfunde im Bereich der Wüstung stammen aus dem 9. bis 14. Jahrhundert, aber erst im Jahre 1275 wird der Ort erstmals schriftlich erwähnt, als die Gebrüder Yuppan ein Gut zu „Gasenhusen“ vom Augustinerinnenkloster Fritzlar ertauschen. Das Ortsadelsgeschlecht derer von Gassenhausen ist allerdings bereits in der zweiten Hälfte des 12. Jahrhunderts mit Konrad von Gassenhausen bekundet, der mit seinen Vettern Hugo Hesso von Wichdorf und Reinhard Wackermaul in den Jahren 1160–1164 die Burg Nydensteyne erbaute. Der Gassenhausen’sche Anteil kam 1229 durch Kauf an die Heß von Wichdorf.
Erst für das Jahr 1313 findet sich wieder ein Urkundeneintrag zum Dorf, demgemäß die Herren Hund und die mit ihnen eng verwandten Herren von Holzhausen Grundbesitz in „Vasenhusen“ hatten. 1361 wurde Curth Heß von Landgraf Heinrich II. mit dem Zehnt von Gassenhausen belehnt. 1364 verschrieb der Dekan des Petristifts Fritzlar eine halbe Hufe im Ort. 1379 verkaufte Ekkebrecht von Grifte seine Hälfte des Zehnten zu „Gasinhusin“ an den Gudensberger Bürger Werner Knebeler.
Spätestens 1388 wird der Ort dann als wüst bezeichnet. Wahrscheinlich wurde er am 3. September 1387 in der Fehde des Landgrafen Hermann II. von Hessen mit Erzbischof Adolf von Mainz, Landgraf Balthasar von Thüringen und Herzog Otto I. von Braunschweig-Göttingen zerstört, als auch die Burg Niedenstein von Truppen des Erzbischofs verwüstet wurde. Die Bewohner zogen danach wohl nach Niedenstein, das dringend Einwohner brauchte. 
Belehnungen und Grundstücksverkäufe in der Gemarkung werden in der Folge noch bis 1836 beurkundet. So erhielt Ludwig von Wildungen 1433 von Landgraf Ludwig I. als Mannlehen u. a. einen Acker, den Hans Heß von Wichdorf und die von Gassenhausen mit innehatten. 1489 belehnte Landgraf Wilhelm I. die Gebrüder Heß mit dem halben Zehnten zu „Goßenhußen“; auch für die Jahre von 1575 bis 1593 ist diese Belehnung der Heß beurkundet. Im Jahre 1518 wird der Verkauf zweier Äcker zu „Gazenhußen“ berichtet, und am 9. Januar 1536 beurkundete Landgraf Philipp, dass die Vorsteher des Hospitals Merxhausen eine Wiese zu „Gassenhusen“ erblich an Johann Gartmundt verkauft hatten. 1579 gehörte der Zehnt in „Gasenhausen“ zu 3/4 denen von Grifte und zu 1/4 Daniel Heß. 1594 belehnte Landgraf Moritz Wolf von Carlowitz mit einem Drittel des Gehölzes auf dem Emser Berg und dem halben Zehnten zu Gassenhausen. Der Zehnte wurde noch 1836 erhoben.
Mitglieder der Familie derer von Gassenhausen, die nach der Aufgabe des Dorfs offenkundig in Niedenstein ansässig waren, sind noch bis mindestens 1489 bekundet. 1384 wird der Knappe Wiederhold von Gassenhausen erwähnt, dessen Söhne Kurt, Wiedekind, Eckenbrecht und Reinhard werden 1408 erwähnt. 1427 wird Reinhardt von Gassenhausen als einer der Ganerben zu Niedenstein genannt; er verkaufte seinen Burgsitz in Niedenstein 1433 an Curth und Hans Heß von Wichdorf und Hermann Hund und lebte noch 1442 in Niedenstein.